# Омепразол
Омепразо́л (англ. Omeprazole) — лекарственное средство, угнетающее секрецию желудочной кислоты и используемое в том числе при лечении язвы желудка и синдрома Золлингера — Эллисона.
Белый кристаллический порошок, хорошо растворимый в этаноле и метаноле, слабо — в ацетоне и изопропаноле, очень мало — в воде. Является слабым основанием, устойчивость зависит от pH: подвергается быстрому гидролизу в кислой среде, относительно стабилен в щелочной.
Большинство лекарственных средств с омепразолом в качестве действующего вещества представляют собой рацемическую смесь (R-) и (S-) изомеров омепразола (в этом основное отличие эзомепразола, который представляет собой S-изомер).
Общие побочные эффекты включают тошноту, рвоту, головные боли и метеоризм. Серьёзные побочные эффекты могут включать колит, повышенный риск пневмонии, повышенный риск переломов костей, диареи, связаной с Clostridium Difficile и потенциал маскирования рака желудка. Сведения о применении во время беременности отсутствуют. Омепразол является ингибитором протонного насоса и как таковой блокирует выделение кислоты желудка.

## Применение в лечебной практике
Омепразол можно использовать для лечения гастроэзофагеальной рефлюксной болезни (ГЭРБ), пептических язв, эрозивного эзофагита, синдрома Золлингера-Эллисона и эозинофильного эзофагита.

### Пептические язвы
Пептические язвы можно лечить омепразолом. Лечение инфекции Helicobacter pylori может быть завершено путем приема тройной терапии комбинацией омепразола, амоксициллина и кларитромицина в течение 7—14 дней. Амоксициллин может быть заменён метронидазолом для пациентов с аллергией на пенициллин.

### Лечениерефлюксау детей
Было найдено мало свидетельств того, что лекарства эффективны для детей в возрасте до года, особенно при функциональном рефлюксе; смешанные свидетельства были найдены в отношении того, помогает ли Гевискон Инфант и что у детей с рефлюксной болезнью (изменения при исследовании рН или на эндоскопии) лекарства, такие как омепразол и лансопразол, вероятно, помогают. У детей старшего возраста ингибиторы протонной помпы и антагонисты гистамина работают лучше, если судить об этом по симптомам, эндоскопическим проявлениям и результатам измерения рН. Тем не менее, не был проведен метаанализ, а также не было оценено, превосходит ли одно лекарство другое.

## Побочные эффекты
Наиболее частыми значительными побочными эффектами, по крайней мере, у 1 % пациентов, являются:
- Центральная нервная система: головная боль (7 %), головокружение (2 %)
- Респираторные инфекции: инфекции верхних дыхательных путей (2 %), кашель (1 %)
- Желудочно-кишечный тракт: боль в животе (5 %), диарея (4 %), тошнота (4 %), рвота (3 %), метеоризм (3 %), кислотная регургитация (2 %), запор (2 %)
- Нервно-мышечные и скелетные: боли в спине (1 %), слабость (1 %)
- Дерматологические: сыпь (2 %)

Другие проблемы, связанные с неблагоприятными последствиями:
- Повторение диареи связанной с Clostridium difficile[11]
- Переломы, связанные с остеопорозом[12][13]
- Недостаток магния[14]

Была высказана озабоченность по поводу витамина B12 и мальабсорбции железа, но эффекты, по-видимому, несущественны, особенно при применении дополнительной терапии.
С омепразолом было связано несколько случаев острого интерстициального нефрита.
Долгосрочное использование ИПП (ингибитора протонной помпы) тесно связано с развитием доброкачественных полипов желудка (которые отличаются от полипоза из желудка); эти полипы не вызывают рака и не исчезают после отмены ИПП. Никакой связи ИПП и рака не найдено, но использование ИПП может маскировать рак желудка или другие серьезные проблемы с желудком, и врачи должны знать об этом эффекте.
Исследуется возможная связь ИПП и деменции.

### Беременность и кормление грудью
Эпидемиологические данные не показывают повышенного риска серьёзных врождённых дефектов при использовании омепразола в период беременности.
На безопасность использования омепразола во время грудного вскармливания указывают следующие факты:
- Омепразол имеет высокую скорость связывания с белками плазмы (95 %)[22], что указывает на то, что лишь небольшое количество препарата попадает в грудное молоко.
- Омепразол без защитной капсулы быстро разлагается в кислой среде желудка. Это говорит о том, что большинство свободных молекул, проглоченных младенцем, не подействуют.

Омепразол в обычных дозах, вероятно, безопасен во время грудного вскармливания.

### Со стороны пищеварительной системы
Диарея или запоры, боль в животе, тошнота, рвота, метеоризм; в редких случаях — повышение активности ферментов печени, нарушения восприятия вкуса; в отдельных случаях — сухость во рту, стоматит, у больных с предшествующим тяжёлым заболеванием печени — гепатит (в том числе с желтухой), нарушение функции печени.

### Со стороны органов кроветворения
В отдельных случаях — лейкопения, тромбоцитопения, агранулоцитоз, панцитопения.

### Со стороны нервной системы
У больных с тяжёлыми сопутствующими соматическими заболеваниями — головокружение, головная боль, возбуждение, депрессия, у больных с предшествующим тяжёлым заболеванием печени — энцефалопатия.

### Со стороны опорно-двигательного аппарата
В отдельных случаях — артралгия, миастения, миалгия.

### Со стороны кожных покровов
Редко — кожная сыпь и/или зуд, в отдельных случаях — фотосенсибилизация, мультиформная экссудативная эритема, алопеция.

### Аллергические реакции
Крапивница, ангионевротический отёк, лихорадка, бронхоспазм, интерстициальный нефрит и анафилактический шок.

### Прочие
Редко — гинекомастия, недомогание, нарушения зрения, периферические отёки, усиление потоотделения, образование желудочных гландулярных кист во время длительного лечения (следствие ингибирования секреции HCl, носит доброкачественный, обратимый характер).

### Передозировка

#### Симптомы
Спутанность сознания, нечёткость зрения, сонливость, сухость во рту, головная боль, тошнота, тахикардия, аритмия.

#### Лечение
Симптоматическое. Гемодиализ недостаточно эффективен.

## Взаимодействие
Взаимодействия с иными лекарственными средствами встречаются редко. Активно исследуется вопрос снижения активности клопидогреля при совместном применении с омепразолом. Данная информация еще не является достоверной, однако можно утверждать, что применение омепразола может увеличить риск инсульта или сердечного приступа у людей, принимающих клопидогрель, чтобы предотвратить эти события.
Это взаимодействие возможно, потому что омепразол является ингибитором ферментов CYP2C19 и CYP3A4. Клопидогрел является неактивным пролекарством, которое частично зависит от CYP2C19 для преобразования в его активную форму. Ингибирование CYP2C19 может блокировать активацию клопидогреля, что может снизить его эффекты. Существует схожий с омепразолом препарат, являющийся менее мощным ингибитором CYP2C19 — пантопрозол.
Почти все бензодиазепины метаболизируются путями CYP3A4 и CYP2D6, а ингибирование этих ферментов приводит к более высокой AUC (то есть, к общему эффекту во времени данной дозы). Другими примерами препаратов, зависимых от CYP3A4, являются их метаболизм: эсциталопрам, варфарин, оксикодон, трамадол и оксиморфон. Концентрации этих препаратов могут увеличиваться, если они используются одновременно с омепразолом.
Омепразол также является конкурентным ингибитором Р-гликопротеина, как и другие ИПП.
Препараты, которые зависят от кислого желудочного пространства (например, кетоконазола или атазанавира), могут плохо абсорбироваться, тогда как кислотно-лабильные антибиотики (такие как эритромицин, который является очень сильным ингибитором CYP3A4) могут поглощаться в большей степени, чем обычно, из-за более щелочной среде желудка.
Зверобой (Hypericum perforatum) и Гинкго билоба значительно снижают концентрацию омепразола в плазме путем индукции CYP3A4 и CYP2C19.
Было обнаружено, что ингибиторы протонного насоса, такие как омепразол, увеличивают концентрацию метотрексата в плазме.
Может снижать абсорбцию эфиров ампициллина, солей железа, итраконазола и кетоконазола (омепразол повышает pH желудка). Являясь ингибитором цитохрома P450, может повышать концентрацию и снижать выведение диазепама, антикоагулянтов непрямого действия, фенитоина (лекарственных средств, которые метаболизируются в печени посредством цитохрома CYP2C19), что в некоторых случаях может потребовать уменьшения доз этих лекарственных средств. В то же время длительное применение омепразола в дозе 20 мг 1 раз в сутки в комбинации с кофеином, теофиллином, пироксикамом, диклофенаком, напроксеном, метопрололом, пропранололом, этанолом, циклоспорином, лидокаином, хинидином и эстрадиолом не приводило к изменению их концентрации в плазме. Усиливает ингибирующее действие на систему кроветворения др. лекарственных средств. Не отмечено взаимодействия с одновременно принимаемыми антацидами.

## Фармакологическое действие
Ингибитор протонного насоса, снижает кислотопродукцию — тормозит активность Н+/К±АТФазы в париетальных клетках желудка и блокирует тем самым заключительную стадию секреции соляной кислоты. Препарат является пролекарством и активируется в кислой среде секреторных канальцев париетальных клеток.
Снижает базальную и стимулированную секрецию независимо от природы раздражителя. Антисекреторный эффект после приема 20 мг наступает в течение первого часа, максимум — через 2 часа. Ингибирование 50 % максимальной секреции продолжается 23 часа.
Однократный прием в сутки обеспечивает быстрое и эффективное угнетение дневной и ночной желудочной секреции, достигающее своего максимума через 4 дня лечения и исчезающее к исходу 3—4 дня после окончания приема. У больных язвенной болезнью 12-перстной кишки прием 20 мг омепразола поддерживает внутрижелудочную кислотность на уровне pH=3 в течение 17 часов.

## Фармакокинетика
Абсорбция — высокая, время достижения максимальной концентрации (TCmax) 0,5—3,5 ч., биодоступность 30—40 % (при печеночной недостаточности возрастает практически до 100 %). Связь с белками плазмы (альбумин и кислый альфа1-гликопротеин) 90—95 %. Обладая высокой липофильностью, легко проникает в париетальные клетки желудка.
Период полувыведения (T1/2) 0,5—1 ч. (при печеночной недостаточности — 3 ч.), клиренс 500—600 мл/мин. Практически полностью метаболизируется в печени с участием ферментной системы CYP2C19, с образованием шести фармакологически неактивных метаболитов (гидроксиомепразол, сульфидные и сульфоновые производные и др.). Является ингибитором изофермента CYP2C19. Выводится почками (70—80 %) и с желчью (20—30 %).
При хронической почечной недостаточности выведение снижается пропорционально снижению клиренса креатинина. У пожилых пациентов выведение уменьшается, биодоступность возрастает.

## Показания
Язвенная болезнь желудка и 12-перстной кишки (в том числе профилактика рецидивов), рефлюкс-эзофагит, гиперсекреторные состояния (синдром Золлингера-Эллисона, стрессовые язвы желудочно-кишечного тракта, полиэндокринный аденоматоз, системный мастоцитоз). Профилактика аспирации кислого содержимого желудка в дыхательные пути во время общей анестезии (синдром Мендельсона). НПВП-гастропатия. Эрадикация Helicobacter pylori у инфицированных больных с язвенной болезнью желудка и 12-перстной кишки (в составе комбинированной терапии).

## Противопоказания
Хронические заболевания печени, детский возраст, почечная недостаточность.

### C осторожностью
Беременность.

## Режим дозирования
Внутрь, капсулы обычно принимают утром, запивая небольшим количеством воды (непосредственно перед едой или во время приёма пищи). Капсулы нельзя разжёвывать. При обострении язвенной болезни, рефлюкс-эзофагите и НПВП-гастропатии — 20 мг 1 раз в сутки. Пациентам с тяжёлым течением рефлюкс-эзофагита дозу увеличивают до 40 мг 1 раз в сутки. Курс лечения при язвенной болезни 12-перстной кишки — 2—3 недели, при необходимости — 4—5 недель; при язвенной болезни желудка и эзофагите — 4—8 недель. Больным, резистентным к лечению другими противоязвенными лекарственными средствами, назначают по 40 мг/сут. Курс лечения при язвенной болезни 12-перстной кишки — 4 недели, при язвенной болезни желудка и рефлюкс-эзофагите — 8 недель. При синдроме Золлингера-Эллисона — 60 мг; при необходимости дозу увеличивают до 80—120 мг/сут (в этом случае её назначают в 2—3 приёма). Профилактика синдрома Мендельсона — 40 мг за 1 ч. до операции (в случае проведения операции дольше 2 ч. необходимую дозу препарата следует ввести повторно). Для профилактики рецидивов язвенной болезни — 10 мг 1 раз в сутки. Для эрадикации Helicobacter pylori используют «тройную» терапию (в течение 1 недели: омепразол 20 мг, амоксициллин 1 г, кларитромицин 500 мг — по 2 раза в сутки; либо омепразол 20 мг, кларитромицин 250 мг, метронидазол 400 мг — по 2 раза в сутки; либо омепразол 40 мг 1 раз в сутки, амоксициллин 500 мг и метронидазол 400 мг — по 3 раза в сутки) или «двойную» терапию (в течение 2 недель: омепразол 20—40 мг и амоксициллин 750 мг — по 2 раза в сутки либо омепразол 40 мг — 1 раз в сутки и кларитромицин 500 мг — 3 раза в сутки или амоксициллин 0,75—1,5 г — 2 раза в сутки).

### Особый режим дозирования
При печёночной недостаточности назначают по 10—20 мг; при нарушении функции почек и у пожилых пациентов коррекции режима дозирования не требуется.

## Особые указания
Перед началом терапии необходимо исключить наличие злокачественного процесса (особенно при язве желудка), так как лечение, маскируя симптоматику, может отсрочить постановку правильного диагноза. Приём одновременно с пищей не влияет на его эффективность. В период лактации прекращают либо кормить грудью, либо принимать препарат.